# Liste der denkmalgeschützten Objekte in Lengenfeld (Niederösterreich)
Die Liste der denkmalgeschützten Objekte in Lengenfeld enthält die 10 denkmalgeschützten, unbeweglichen Objekte der Gemeinde Lengenfeld.

## Denkmäler
| Foto |                 | Denkmal                                                                                             | Standort                                         | Beschreibung | Metadaten |
| ---- | --------------- | --------------------------------------------------------------------------------------------------- | ------------------------------------------------ | --- | --- |
| ja   | Datei hochladen | Figurenbildstock hl. Johannes Nepomuk HERIS-ID: 67202 marterl.at: 7685seit 2022                     | bei Johannesgasse 1 Standort KG: Lengenfeld      | Die überlebensgroße Statue des hl. Johannes Nepomuk wurde laut Sockelinschrift 1734 errichtet. | BDA-Hist.: Q112915127 Status: Bescheid Stand der BDA-Liste: 2025-06-30 Name: Figurenbildstock hl. Johannes Nepomuk GstNr.: 4993/3 |
| ja   | Datei hochladen | Pfarrhof HERIS-ID: 50143 Objekt-ID: 54810                                                           | Kremser Straße 9 Standort KG: Lengenfeld         | Der gegenüber der Kirche im Süden des Wehrkirchhofes gelegene Pfarrhof von Lengenfeld ist ein zweigeschoßiger, traufständiger Bau mit Kern aus der ersten Hälfte des 16. Jahrhunderts, der im 18. und 19. Jahrhundert umgebaut wurde und mit 1792 und 1856 bezeichnet ist. Die Räume im Erdgeschoß verfügten zum Teil über Stichkappengewölbe. | BDA-Hist.: Q38038309 Status: § 2a Stand der BDA-Liste: 2025-06-30 Name: Pfarrhof GstNr.: .206 |
| ja   | Datei hochladen | Kath. Pfarrkirche hl. Pankratius und ehem. Wehrkirchhof/sog. Tabor HERIS-ID: 67203 Objekt-ID: 80151 | bei Kremser Straße 9 Standort KG: Lengenfeld     | Die Pfarrkirche hl. Pankratius ist eine gotische, im Kern romanische Staffelkirche mit gotischem Chor und mächtigem Chorturm. Der Wehrkirchof ist von einer hohen Mauer umgeben. | BDA-Hist.: Q38115880 Status: § 2a Stand der BDA-Liste: 2025-06-30 Name: Kath. Pfarrkirche hl. Pankratius und ehem. Wehrkirchhof/sog. Tabor GstNr.: .205, 194 Pfarrkirche Lengenfeld, Lower Austria |
| ja   | Datei hochladen | Stiegenaufgang zum ehem. Wehrkirchhof HERIS-ID: 67204 Objekt-ID: 80152                              | bei Kremser Straße 9 Standort KG: Lengenfeld     | Der Stiegenaufgang zum Kirchhof mit zwei flankierenden Kapellenpfeilern wurde 1713 geschaffen. | BDA-Hist.: Q38115889 Status: Bescheid Stand der BDA-Liste: 2025-06-30 Name: Stiegenaufgang zum ehem. Wehrkirchhof GstNr.: 4994/3 |
| ja   | Datei hochladen | Schule, ehem. Karner HERIS-ID: 67205 Objekt-ID: 80153                                               | Kremser Straße 11 Standort KG: Lengenfeld        | Der als Kapelle bzw. Karner errichtete, später als Schule und heute als Wohnhaus genutzte Bau in der Südostecke des Kirchhofes wurde urkundlich erstmals in der Mitte des 13. Jahrhunderts erwähnt. Im Südosten ist der polygonale Schluss erkennbar. Im Nordwesten sind zwei übereck gestellte Strebepfeiler und die verstäbte Sockelzone zu sehen. Das über Schalung gemauerte Tonnengewölbe im Keller wurde vermutlich im 14. Jahrhundert geschaffen. | BDA-Hist.: Q38115897 Status: § 2a Stand der BDA-Liste: 2025-06-30 Name: Schule, ehem. Karner GstNr.: 205/1 |
| ja   | Datei hochladen | Altes Rathaus HERIS-ID: 258267seit 2025                                                             | Langenloiser Straße 13 Standort KG: Lengenfeld   | Das alte Rathausgebäude stammt aus dem 17. Jahrhundert. | BDA-Hist.: Q135167652 Status: Bescheid Stand der BDA-Liste: 2025-06-30 Name: Altes Rathaus GstNr.: .58 |
| ja   | Datei hochladen | Neues Schloss HERIS-ID: 34386 Objekt-ID: 32586                                                      | Langenloiser Straße 50 Standort KG: Lengenfeld   | Das sogenannte Neue Schloss – ein ehemaliges Wasserschloss – ist eine vierflügelige Anlage mit Ecktürmen, die in der ersten Hälfte des 16. Jahrhunderts errichtet und im 18. und 19. Jahrhundert umgebaut wurde. Der zweigeschoßige Komplex umschließt einen quadratischen Hof und ist im Osten durch ein mächtiges rustiziertes Rundbogentor zugänglich. Ost- und Südseite sind mit Malereien von Johann Fruhmann aus dem Jahr 1974 versehen. Im Obergeschoß verläuft hofseitig ein umlaufender, flach gedeckter Laubengang. Dessen Holzpfeiler sind mit Schnitzereien mit manieristischem Rankenwerk aus dem späten 16. Jahrhundert ausgestattet. | BDA-Hist.: Q37957672 Status: Bescheid Stand der BDA-Liste: 2025-06-30 Name: Neues Schloss GstNr.: .189 Lengenfeld Neues Schloss |
| ja   | Datei hochladen | Presshaus, sog. Kellerhaus HERIS-ID: 34385 Objekt-ID: 32585                                         | Langenloiser Straße 79 Standort KG: Lengenfeld   | Das sogenannte Kellerhaus – der ehemalige Schlosskeller – ist ein zweigeschoßiger, 1962 aufgestocker, im Untergeschoß kreuzgratgewölbter Bau mit Mansardenwalmdach aus dem ersten Drittel des 18. Jahrhunderts. | BDA-Hist.: Q37957658 Status: Bescheid Stand der BDA-Liste: 2025-06-30 Name: Presshaus, sog. Kellerhaus GstNr.: .20 |
| ja   | Datei hochladen | Markttor, sog. Biritor HERIS-ID: 67206 Objekt-ID: 80154                                             | bei Schickenberggasse 23 Standort KG: Lengenfeld | Das Biritor ist ein mächtiges Spitzbogentor mit anschließender Bruchsteinmauer aus dem 15. Jahrhundert. | BDA-Hist.: Q38115907 Status: Bescheid Stand der BDA-Liste: 2025-06-30 Name: Markttor, sog. Biritor GstNr.: 4993/12 |
| ja   | Datei hochladen | Befestigte Siedlung Mühlfeldbreiten HERIS-ID: 112219 Objekt-ID: 130291                              | Mühlfeldbreiten Standort KG: Lengenfeld          | | BDA-Hist.: Q37829635 Status: Bescheid Stand der BDA-Liste: 2025-06-30 Name: Befestigte Siedlung Mühlfeldbreiten GstNr.: 2508/2, 2509/2, 2510/2, 2511/2, 2512/2, 2513/2, 2514/2, 2516/2, 2518/2, 2556/2, 2557, 2558, 2559, 2561, 2562, 2564, 2565, 2566, 2567, 2568/2, 2573/2, 2574/2, 2576/2, 2577/2, 2578/2, 2579/2, 2580/2, 2581/2 |